# Paschalik Berat
Das Paschalik Berat (albanisch Pashallëku i Beratit, türkisch Berat Paşalığı) war ein Paschalik in Zentralalbanien. Es wurde im Jahr 1774 von Ahmet Kurt Pascha errichtet und im Jahre 1809 aufgelöst, nachdem Ahmets Verbündeter und Nachfolger Ibrahim Pascha von Berat von Tepedelenli Ali Pascha besiegt worden war. Dieser gliederte das Paschalik in das von ihm regierte Paschalik Janina ein.

## Errichtung und Herrschaft von Ahmet Pascha
Das Paschalik Berat wurde errichtet, nachdem es Ahmet Kurt Pascha geschafft hatte, sich 1774 mit der Hohen Pforte gegen Mehmed Pascha Bushati zu verbünden. Für seine Dienste gab ihm der Sultan Territorien in Zentralalbanien. Er schaffte es, bis zu seinem Tod 1787 das Paschalik zu erweitern und Territorien in ganz Zentralalbanien einzugliedern. Ahmet Kurt Pascha selbst war der Großvater von Ali Pascha Tepelena, also Vater von Alis Mutter Hanka.

## Wirtschaft
Die Albaner beider Religionen (Islam und Christentum) waren gleichermaßen unabhängig und unregierbar. Sie zahlten weder eine Kopfsteuer (Haraç) noch eine andere Steuer, erkannten die Autorität des Pascha von Berat jedoch an.
Alles, was die Bevölkerung von Himara beispielsweise zahlte, waren dreißig Paras pro Kopf und Jahr an Ibrahim Pascha von Berat für die Freiheit, mit seinen Häfen Handel zu treiben. Die Bewohner von Himara genossen gemeinsam Weiderecht im Gebiet des Orts, das Recht, Velanidhi in den Bergen zu sammeln und in der nördlichen Bucht von Porto Palermo zu fischen. Sie bauten Mais und Weizen an.

## Eroberung durch Ali Pascha
Nach dem Tod von Ahmet Kurt Pascha wurde das Territorium des Paschaliks von seinem engen Verbündeten Ibrahim Pascha von Berat regiert. Die zentrale Lage seines Gebietes machte es für Angriffe leicht, weshalb Ali Pascha das Paschalik von Berat angriff. Nach ergebnislosen Verhandlungen sandte Ibrahim Pascha eine Einheit von Truppen unter dem Befehl von seinem Bruder Sephir, dem Bey von Vlora. Gegen diese beschwor Ali die Martolos von Thessalien hervor; und nachdem mehrere Dörfer niedergebrannt, Bauern ausgeraubt und Viehherden von beiden Seiten geraubt worden waren, einigte man sich schließlich auf einen Frieden. Ibrahim gab seine Tochter an Ahmet Muchtar Pascha, den ältesten Sohn von Ali, zur Heirat und umstrittenes Gebiet als Mitgift. Da Sephir militärisch hervorragende Fähigkeiten vorzuweisen hatte, wird angenommen, dass ihn Ali Pascha mithilfe eines Arztes vergiften ließ, und den Ausführer des Verbrechens danach ebenfalls, damit kein Zeuge übrigblieb. Ali Pascha sagte, dass er über das Paschalik von Berat herrschen werde, Wesir des Epirus würde, mit dem Sultan kämpfen werde und schließlich nach Konstantinopel gehen würde. Ali Pascha besiegte im Jahr 1808 Ibrahim Pascha und inkorporierte sein Territorium schließlich in das Paschalik von Janina.